# Aviston
Aviston es una villa ubicada en el condado de Clinton en el estado estadounidense de Illinois. En el Censo de 2010 tenía una población de 1945 habitantes y una densidad poblacional de 511,56 personas por km².

## Geografía
Aviston se encuentra ubicada en las coordenadas 38°37′33″N 89°36′45″O / 38.62583, -89.61250. Según la Oficina del Censo de los Estados Unidos, Aviston tiene una superficie total de 3.8 km², de la cual 3.8 km² corresponden a tierra firme y (0%) 0 km² es agua.

## Demografía
Según el censo de 2010, había 1945 personas residiendo en Aviston. La densidad de población era de 511,56 hab./km². De los 1945 habitantes, Aviston estaba compuesto por el 98.35% blancos, el 0.05% eran afroamericanos, el 0.15% eran amerindios, el 0.46% eran asiáticos, el 0% eran isleños del Pacífico, el 0.31% eran de otras razas y el 0.67% pertenecían a dos o más razas. Del total de la población el 0.57% eran hispanos o latinos de cualquier raza.